# Роэкс
Роэ́кс (фр. Roaix) — коммуна во французском департаменте Воклюз региона Прованс — Альпы — Лазурный Берег. Относится к кантону Везон-ла-Ромен.

## Географическое положение

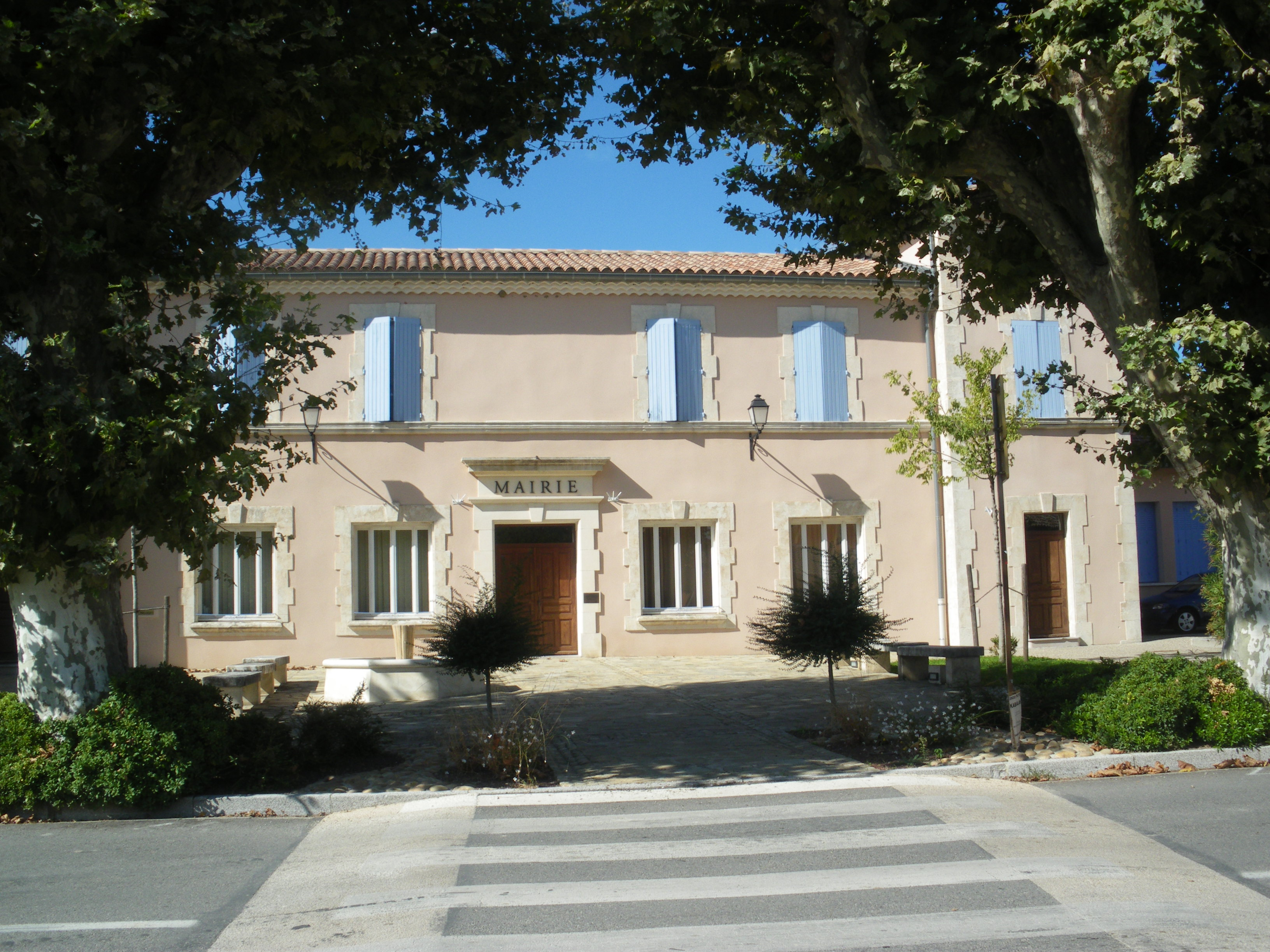
Здание мэрии

Роэкс расположен в 37 км к северо-востоку от Авиньона. Соседние коммуны: Бюиссон и Вильдьё на севере, Везон-ла-Ромен на востоке, Кресте на юго-востоке, Сегюре на юге, Расто на западе, Сен-Ромен-де-Мальгард на северо-западе.
Находится к северо-западу от горной гряды Дантель-де-Монмирай.

### Гидрография
По юго-восточной окраине коммуны протекает Увез, который питают несколько ручьёв (Валла-де-Бабежьер, Валла-де-Банетт и др.).

## Демография
Население коммуны на 2010 год составляло 647 человек.
| 1962 | 1968 | 1975 | 1982 | 1990 | 1999 | 2010 |
| ---- | ---- | ---- | ---- | ---- | ---- | ---- |
| 333  | 362  | 415  | 423  | 499  | 587  | 647  |

## Достопримечательности
- Командный дом тамплиеров, является памятником раннего христианства, V век.
- Церковь.
- Часовня Нотр-Дам-де-Кротт.